# 伊達吉村
伊達吉村（日语：／ Date Yoshimura，1680年7月23日—1752年2月8日）是江戶時代陸奥仙台藩第5代藩主，伊達家第21代家督。伊達綱村養子。父為伊達宗房，母為片倉景長女兒。仙台藩一門宮床伊達氏第2代藩主。仙台藩初次以一門出身賜姓伊達氏的藩主、歷代仙台藩主中、在職最長的藩主。就任時間解決了仙台藩財政緊絀的問題，被譽為「中興的英主」。

## 生平
延寶8年（1680年）6月28日，身為宮床伊達氏初代家督伊達宗房（仙台藩第2代藩主伊達忠宗的第八子）的嫡長子吉村出生，幼名助三郎。
貞享3年（1686年）1月13日，父親逝世，吉村接任為第2代家督。元祿3年（1690年）12月，吉村元服、以其堂兄藩主伊達綱村的偏諱賜名村房。元祿6年（1693年）成為藩主的一門眾。
元祿8年（1695年）3月，被迎為仙台本藩藩主綱村的養嗣子、由田邊希賢侍講教導。
元祿9年（1696年）11月，藩主家的慣例以將軍德川綱吉偏諱而賜名，遂改名為吉村。元祿15年（1702年）4月26日，與久我通名之女冬姫結婚。元祿16年（1703年），因養父綱村隠居而繼任為伊達家家督，成為第5代仙台藩主。
寶永元年（1704年）5月21日，吉村當上藩主的初期，仙台藩的財政因為綱村之浪費而出現財政緊絀，價格相對飆升令仙台藩的財政越來越糟。吉村知道他必須立即重建仙台藩經濟。
吉村對藩政及經濟作出一系列改革，例如役職整理、貨幣鑄造、買米仕法等，成功重建仙台藩經濟，仙台藩的財政稍見好轉。
寬保3年（1743年）7月，伊達吉村隠居，由他的第四子伊達久村（宗村）繼任為家督。寶曆元年12月24日（1752年2月8日）伊達吉村去世，享年72歲。
| 伊達吉村        |                                |                 |
| 統治者頭銜      |                                |                 |
| 前任： 伊達綱村 | 仙台藩第5代藩主 1703年－1743年 | 繼任： 伊達宗村 |